# Brice Parain
Brice Parain (* 1897 in Jouarre, Département Seine-et-Marne; † 1971 in Verdelot) war ein französischer Philosoph und Essayist, der die großen intellektuellen und politischen Strömungen seiner Zeit kritisch begleitete. Er reflektierte über den Kommunismus, den Surrealismus sowie den Existenzialismus, deren Scheitern er in seinen ersten Werken Essai sur la misère humaine (1934) und Retour à la France (1936) prognostizierte. Er beschäftigte sich intensiv mit Problemen der Sprache sowie der Ursprünge und der Entwicklung der Worte. Davon zeugen seine späteren Werke Recherches sur la nature et la fonction du langage (1943, im Deutschen erschienen unter dem Titel Untersuchungen über Natur und Funktion der Sprache) sowie Sur la dialectique (1953). Charles Blanchard nannte ihn den „Sherlock Holmes der Sprache“. Er war ein enger Freund von Albert Camus und engagierte sich in der Zeitschrift Le 14 Juillet gegen die Rückkehr von Charles de Gaulle an die Macht im Jahr 1958.

## Bemerkenswertes
- In Jean-Luc Godards Film Die Geschichte der Nana S. spielte Brice Parain einen Philosophen, der sich mit der Hauptfigur des Films über unterschiedliche philosophische Fragen austauscht.
- Ein Gespräch zwischen Parain und dem Dominikaner Dominique Dubarle über die Philosophie von Blaise Pascal dokumentierte Éric Rohmer 1965 für das französische Schulfernsehen unter dem Titel Entretien sur Pascal.

## Werke
- Essai sur la misère humaine, Grasset, Paris 1934.
- Retour à la France, Grasset, Paris 1936.
- Recherches sur la nature et les fonctions du langage, Gallimard, 1942; dt. Übers. Untersuchungen über Natur und Funktion der Sprache, Stuttgart 1969, Klett-Verlag, ISBN 3-12-906390-0
- Essai sur le logos platonicien, Gallimard, Paris 1942.
- La mort de Jean Madec, Grasset, Paris 1945.
- L’embarras du choix, Gallimard, Paris 1947.
- La mort de Socrate, Gallimard, Paris 1950.
- Sur la dialectique, Gallimard, Paris 1953.
- De fil en aiguille, Gallimard, Paris 1960.
- Noir sur blanc, Gallimard, Paris 1962.
- Joseph, Gallimard, Paris 1964.
- Entretiens avec Bernard Pingaud, Gallimard, Paris 1966.
- France, marchande d’églises, Gallimard, Paris 1966.
- Petite métaphysique de la parole, Gallimard, Paris 1969.
- Le sophiste annoté, suivi de l’Invité de Pierre Pachet, Le nouveau commerce, Paris 1995.
- Brice Parain, Georges Perros : Correspondance, 1960-1971, Gallimard, Paris 1998.

## Sekundärliteratur
- Jean-Paul Sartre: «Aller et Retour» in: ders. Situations I, Paris: Gallimard, 1992 [EA 1948], pp. 175–225
- Pierre Klossowski: «Le langage, le Silence, et le communisme» in: Critique, n° 37, juin 1949
- G. Perros: «Avec Brice Parain» in: Critique, n° 169, juin 1961
- H. Lemaître: Brice Parain, Paris, 1968
- Hommage à Brice Parain, La nouvelle revue française, n° 223, 1971
- Brice Parain : Un homme de parole, hrsg. von Marianne Besseyre, Paris: Gallimard, 2005